# Kaplica św. Barbary w Bytomiu
Kaplica św. Barbary w Bytomiu – rzymskokatolicka murowana kaplica z 1850 roku w Bytomiu-Miechowicach, wpisana do rejestru zabytków nieruchomych województwa śląskiego, podlega parafii pw. Świętego Krzyża w Bytomiu-Miechowicach.
Neogotycką kaplicę na Górze Gryca, zbudowano w 1850 roku, dzięki Franzowi von Wincklerowi, w 1856 roku dobudowano wieżyczkę, a w 2017 roku budowlę wpisano do rejestru zabytków.

## Historia

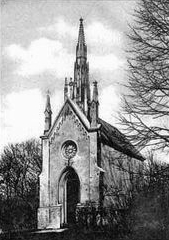
Kaplica około 1902 roku, fotografia z pocztówki

Według legendy spisanej przez Ludwika Chroboka (1889–1960), miejscowego nauczyciela i poetę, w dawnych czasach nocą na szczycie Góry Gryca widywano światła, a w pewne Zaduszki kobiety, które udały się do kościoła miały ujrzeć „świetlisty krzyż, a po jego lewej i prawej stronie dwa palące się światła”. Krzyż miał zniknąć po modlitwach kobiet do św. Barbary, co według opowieści miało zdecydować o zamiarze budowy kaplicy w miejscu zdarzenia.
Fundatorem kaplicy, poświęconej patronce górników w najstarszym na wschodnim Górnym Śląsku, publicznym parku dla górników był właściciel Miechowic, Franz von Winckler. Kaplica została zbudowana na Górze Gryca w 1850 roku (według innego źródła przed 1850 rokiem), na wzniesieniu na skraju parku, projekt architektoniczny jest przypisywany Richardowi Lucae. W 1856 roku na dachu budynku osadzono małą wieżyczkę. Oficjalne poświęcenie kapliczki odbyło się 2 września 1900 roku, benedykcji dokonał ks. Jan Kuboth.
W czasie II wojny boczna ściana kaplicy była uszkodzona. Po 1960 roku budowla została wyremontowana.
Około 2015 roku w obrębie budynku, wystąpiła szkoda górnicza, w wyniku której przed marcem 2016 roku spadła kamienna wieżyczka, wcześniej odchylona od pionu, którą po tym zdarzeniu zabezpieczono, a pozostały fragment został osłonięty przed dalszym zniszczeniem. Kapliczka była wielokrotnie niszczona przez wandalów, m.in. skradziono blachę z dachu i zniszczono pobliski krzyż.
28 sierpnia 2017 roku kaplica, razem z otaczającym ją parkiem, została wpisana do rejestru zabytków nieruchomych województwa śląskiego, m.in. dzięki staraniom parafii Świętego Krzyża w Bytomiu-Miechowicach i prezydenta Bytomia, Damiana Bartyli.

## Architektura

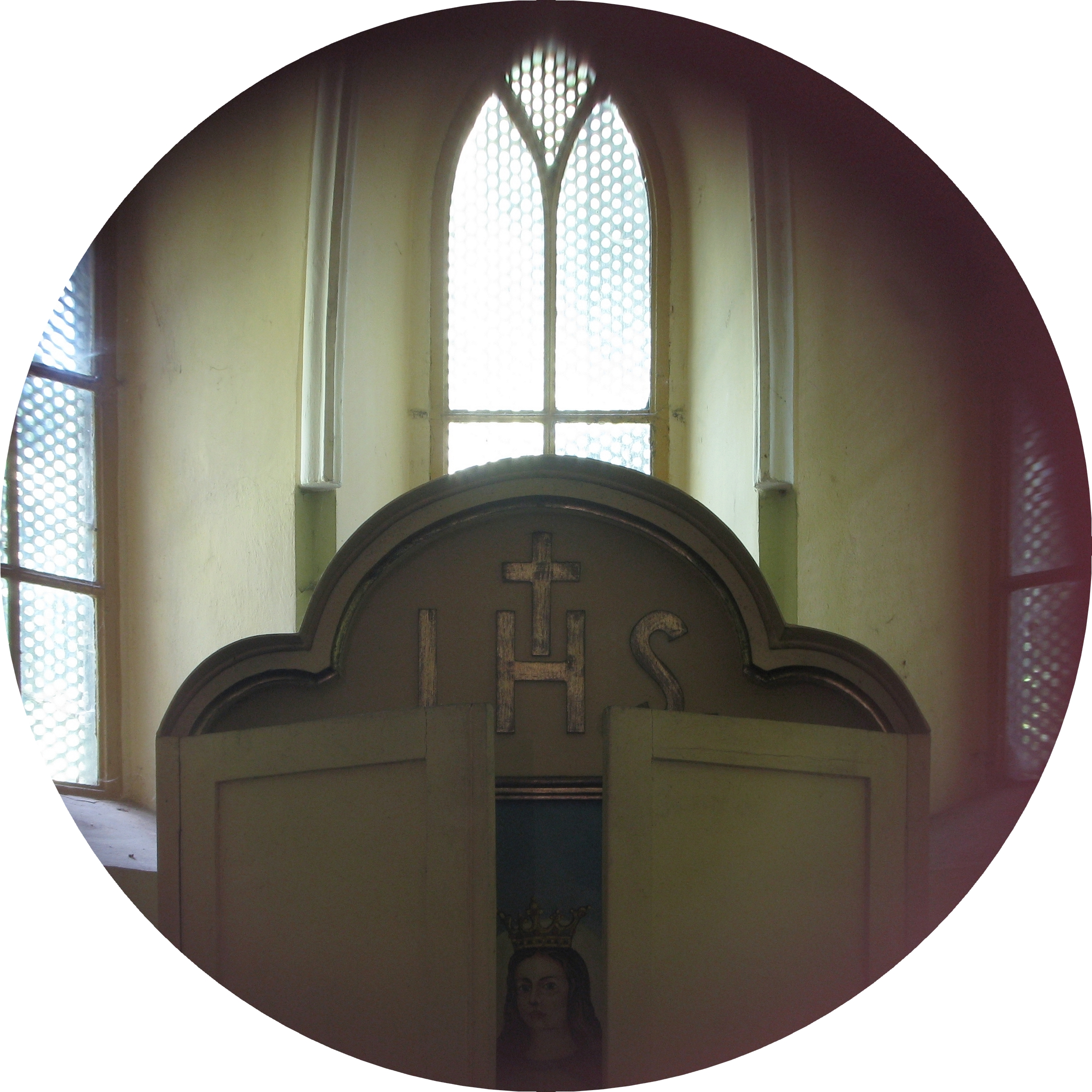
Wnętrze kaplicy w 2018 roku, częściowo zamknięty tryptyk z wizerunkiem św. Barbary

Neogotycka kaplica św. Barbary to budowla wolno stojąca, jednonawowa, orientowana, murowana z cegieł, otynkowana. Jednoprzestrzenne wnętrze zostało przekryte sklepieniem krzyżowym.
Na kalenicy dachu znajdowała się mała kamienna wieżyczka z szarego piaskowca, zbliżona wyglądem do fiali.
W skromnie wyposażonym wnętrzu znajduje się mały ołtarz, na którym umieszczono figurę św. Barbary, która pochodziła z szybu Północnego kopalni węgla kamiennego Miechowice, która przeniesiono do domu katechetycznego, ostatecznie umieszczono ją przy grobie górników-ofiar katastrofy z 1905 roku w kopalni Preussen na cmentarzu parafii Świętego Krzyża w Miechowicach. Od około 2000 roku w kaplicy znajduje się obraz–tryptyk z wizerunkiem św. Barbary, który przeniesiono z cechowni kopalni Miechowice.
W pobliżu kaplicy w 1934 roku ustawiono drewniany krzyż, który miał być wotum wdzięczności za bożą Opatrzność w czasie I wojny światowej.